# Cabo de Santo Agostinho
Cabo de Santo Agostinho, amtlich Município de Cabo de Santo Agostinho, ist eine Stadt im brasilianischen Bundesstaat Pernambuco und gehört zur Metropolregion von Recife.

## Geschichte
Eine Entdeckungsreise unter dem Kommando des Gonçalo Coelho benannte das Kap am 28. August 1501, nachdem die Flotte am 17. August 1501 mit dem Cabo São Roque erstmals die brasilianische Küstenregion gesichtet hatte.

## Söhne und Töchter
- Ricardo Brennand (1927–2020), Milliardär, Unternehmer, Ingenieur, Museumsgründer und Kunstsammler
- Emanuela de Paula (* 1989), Model
- Antônio Fernando Saburido (* 1947), römisch-katholischer Ordensgeistlicher, Erzbischof von Olinda e Recife